# Jacques Ballet
Pour les articles homonymes, voir Ballet (homonymie).
Jacques Ballet, né le 19 février 1908 à Neufchâteau et décédé le 5 novembre 2000 à Neuilly-sur-Seine, est un ingénieur, aviateur et résistant français, directeur général (1958-1966), puis président-directeur général (1966-1973) d'Esso Standard S.A.F..

## Formation et débuts d'activité professionnelle
Jacques Ballet, ancien élève du lycée Janson-de-Sailly, licencié et D.E.S de Sciences physiques, diplômé en 1928, à 20 ans, de l’École nationale supérieure du pétrole, entre comme ingénieur stagiaire à la Société André, l'une des entreprises pétrolières françaises qui  constitue en 1935 la Standard française des pétroles, dont est issue Esso Standard. Une fois terminé son service militaire en tant qu'élève officier de réserve dans l'aviation puis sous-lieutenant au 34e régiment d'aviation, il revient à la société André comme ingénieur chimiste, adjoint au chef du laboratoire . En 1932, il bénéficie d'un stage de plusieurs mois aux USA et au Canada et rejoint la raffinerie de Port-Jérôme en 1933, au début de sa mise en service. Dès 1934, il intervient au Congrès international de la chimie, à Paris, sur le thème de « l'influence du développement du raffinage du pétrole en France sur l'industrie chimique ». Il quitte la raffinerie trois ans plus tard pour le Bureau central de coordination (direction logistique) au siège social à Paris. Il prend en 1937 la présidence de l'Association des ingénieurs de l’École nationale supérieure du pétrole de Strasbourg.

## Résistant et Français libre
A la mobilisation en août 1939, Jacques Ballet rejoint, en tant que lieutenant, le groupe aérien d'observation 3/551 volant sur Potez 63.11. En juin 1940, devant l'impossibilité de gagner officiellement Londres, il décide avec son pilote, de quitter clandestinement la base aérienne de Cazaux pour rejoindre l'Algérie. Démobilisé le 29 août 1940 il rentre en métropole et retrouve son poste d'ingénieur à la Standard française des pétroles où il prend la tête d'un groupe de recherches créé sur sa suggestion. Ce groupe, implanté à Gennevilliers, obtient des résultats significatifs sur la fabrication des huiles de graissage. Parallèlement, il commence à prendre des contacts pour entrer en résistance face à l'Occupant.
Il est, dès novembre 1940, avec Maurice Ripoche et Henri Pascal, l'un des fondateurs du mouvement de résistance Ceux de la Libération (CDLL) et du COMAC. En référence à la localisation du siège social de la Standard française des pétroles au n°82 avenue des Champs-Élysées, il prend successivement comme pseudonyme « Deschamps » et « Élysées ». Profitant de ses déplacements professionnels en zone libre, il accomplit ainsi plusieurs missions de renseignements sur les dispositifs aériens allemands. Son collègue d'Esso, André Dubois, raconte :

« Nous avons appris par la suite que la serviette dans laquelle tu emportais des documents techniques et qui, après contrôle, était plombée, était quelque peu truquée et avait servi à passer en zone libre des documents qui n'avaient rien à voir avec ceux que les Allemands avaient vérifiés. »

Recherché par la Gestapo, il s'évade le 9 janvier 1943 par l’Espagne. Arrêté, mais se déclarant comme canadien, il est emprisonné à Lérida dans des conditions inhumaines, où il contracte une grave maladie qui l'amène à être hospitalisé pendant deux mois. Alertée par Londres, l'ambassade britannique à Madrid réussit à le faire libérer et transférer à Gibraltar le 24 avril 1943, où il s’engage dans les Forces françaises libres (FFL). Après une rechute qui l'oblige à plusieurs semaines d'hospitalisation dans un hôpital londonien, il est affecté pendant quelques mois à la Direction du service de renseignement et de sécurité militaire, puis il obtient d'être affecté comme observateur au Groupe de bombardement Lorraine au sein duquel il accomplit 66 missions de bombardement sur l'Allemagne et les zones occupées, d'août 1944 à mars 1945. Il fait l'objet de quatre citations et se voit démobilisé le 6 janvier 1946 avec le grade de commandant.
Jacques Ballet a été vice-président de l'Association des Français libres, de l'Amicale des Forces aériennes françaises libres et de la Société d'Entraide des Compagnons de la Libération, des "Amitiés de la Résistance" et du Comité de la Flamme sous l'Arc de Triomphe. Il est compagnon de la Libération .

## Poursuite de la carrière professionnelle
Dès sa démobilisation, début 1946, Jacques Ballet retrouve la Standard française des pétroles. Il en est promu, en 1948, directeur des relations sociales et membre du comité consultatif. Il devient directeur général d'Esso Standard en juin 1958 sous la présidence de Serge Scheer.
Jacques Ballet est élu Président-directeur général d'Esso Standard S.A.F. en juin 1966.
Il quitte la présidence de la société le 13 juin 1973 à l'âge de 65 ans pour être remplacé par Henri Lamaison, l'un de ses deux directeurs généraux-adjoints depuis juin 1971. Il demeure cependant administrateur de la société pendant encore 6 ans.

## Décorations
- Commandeur de la Légion d'honneur
- Compagnon de la Libération (décret du 12 septembre 1945)
- Croix de guerre 1939–1945, palme de bronze (6 citations)
- Médaille de la Résistance française (décret du 28 décembre 1944[7])
- Médaille des évadés
- Chevalier de l'ordre des Palmes académiques
- Croix du combattant volontaire de la guerre de 1939–1945
- Croix du combattant volontaire de la Résistance
- Médaille commémorative des services volontaires dans la France libre
- Croix des Services Militaires Volontaires de 1ère classe
- Officier de l'ordre du Mérite sportif‎